# Werner Marcks
Pour les articles homonymes, voir Marcks.
Werner Marcks (17 juillet 1896 à Magdebourg - 28 juillet 1967 à Wedel) est un Generalleutnant allemand qui a servi au sein de la Heer dans la Wehrmacht pendant la Seconde Guerre mondiale.
Il a été récipiendaire de la croix de chevalier de la croix de fer avec feuilles de chêne. La croix de chevalier de la croix de fer et son grade supérieur, les feuilles de chêne, sont attribués pour récompenser un acte d'une extrême bravoure sur le champ de bataille ou un commandement militaire avec succès.
Il avait perdu un œil pendant la Grande guerre et une jambe dans les premiers mois de la Seconde.

## Biographie
Au début de la Première Guerre mondiale, Werner Marcks s'engage dans l'armée en août 1914 en tant que porte-drapeau dans l'infanterie. Le 14 juillet 1915, il est promu lieutenant au sein du 40e régiment de fusiliers. 

## Décorations
- Croix de fer (1914)
  - 2e classe (28 mai 1915)
  - 1re classe (22 février 1918)
- Croix d'honneur des combattants 1914-1918 en 1934
- Agrafe de la croix de fer (1939)
  - 2e classe (14 septembre 1939)
  - 1re classe (16 octobre 1939)
- Croix allemande en or (11 décembre 1941)
- Croix de chevalier de la croix de fer avec feuilles de chêne
  - Croix de chevalier le 2 février 1942 en tant que Oberstleutnant et commandant du Führer Kampfgruppe Marcks[2]
  - 593e feuilles de chêne le 21 septembre 1944 en tant que Generalmajor et commandant de la 1. Panzer Division[3]